# Liga Profesional de Fútbol Argentino
A Liga Profissional de Futebol Argentino de AFA, ou simplesmente Liga Profesional de Fútbol (LPF), é uma entidade esportiva filiada à Asociación del Fútbol Argentino (AFA) e responsável pela organização e desenvolvimento da Primera División, a liga de primeira divisão do futebol argentino, desde 2020. A LPF também organiza suas competições próprias, a Copa de la Liga Profesional e o Trofeo de Campeones.

## Competições
A lista de competições oficiais organizadas pela Liga Profesional de Fútbol desde a sua criação em 2020 são:
| Nome da competição                      | Período   |       |
| Campeonato Argentino (Primera División) | 2020–     | [ 6 ] |
| Copa de la Liga Profesional             | 2020–2024 | [ 7 ] |
| Trofeo de Campeones                     | 2021–     | [ 6 ] |
| Supercopa Internacional                 | 2022–     | [ 8 ] |

## Presidente
| Período     | Ocupante do cargo | Notas                                                                                   |
| 2020 — 2022 | Marcelo Tinelli   | Eleito em Assembleia realizada em março de 2020. Renunciou em 8 de janeiro de 2022.     |
| 2022 — 2024 | Claudio Tapia     | Continuará à frente da LPF até o final do mandato de Marcelo Tinelli, em março de 2024. |